# Piz Roseg
Piz Roseg to góra w łańcuchu Massiccio del Bernina (Berninagruppe) w Szwajcarii. 
Góra ma dwa szczyty:
- południowo-wschodni, wyższy (3937 m)
- północno-zachodni, znany jako Schneekuppe (3920 m).

Jest jeszcze jeden szczyt na północno-wschodnim krańcu, na granicy z Włochami - Roseg Pitschen (3868 m). 
Schneekuppe zdobyli po raz pierwszy: F. T. Bircham, Peter Jenny i Alexander Fleury 31 sierpnia 1863 r. Wyższy szczyt zdobyto dwa lata później, dokonali tego: A. W. Moore, Horace Walker i Jakob Anderegg 28 czerwca 1865 r.
Piz Roseg oddzielony jest od sąsiadującego z nim szczytu Piz Scerscen przez przełęcz Porta da Roseg (3522 m), zwaną też Güssfeldtsattel. 